# 헤일리 클로슨
헤일리 클로슨(Hailey Clauson, 1995년 3월 7일 ~ )은 미국의 모델이다. 디스퀘어드 2, 질 스튜어트, 구찌의 브랜드 모델로서 활동했다. 2016년 스포츠 일러스트레이티드 수영복 특집 표지를 장식하기도 했다.